# Luca Novac
Luca Novac (n. 15 septembrie 1941, Var, Obreja, Severin, Regatul României – d. 15 februarie 2021, Timișoara, România) a fost un taragotist și instrumentist român, supranumit Taragotul de Aur al Banatului.

## Biografie
Artistul Luca Novac s-a născut în data de 15 septembrie 1941, în satul Var, comuna Obreja din județul Severin, Regatul României, într-o familie de muzicieni; frații săi au fost, de asemenea, instrumentiști.
El a cântat la instrumente precum: fluier, caval, ocarină, cimpoi, saxofon și clarinet, dar cel mai mult a iubit taragotul. În anul 1964, Luca Novac a devenit solist al Orchestrei Populare de Stat ”Lazăr Cernescu” din Caransebeș, care apoi a fost transformată în ”Doina Banatului”. Tot aici, Luca Novac a făcut și primele înregistrări la radio, televiziune și la Casa Electrecord.
Câțiva ani mai târziu a ajuns la Ansamblul Profesionist „Banatul” din Timișoara, sub bagheta dirijorului Gelu Stan. De aici a plecat să promoveze muzica românească peste hotare, în China, Coreea de Sud, Mongolia și chiar în Uniunea Sovietică. A trecut și prin formația Radu Simion și s-a făcut remarcat cu melodii precum: „Doina oilor”, „Doiul lui Luca Novac”, „Doiul gugulanilor” și „Hora de la Oravița”.
A cântat alături de: Nicu Gigantu, Ion Drăgoi, Ion Lăceanu, Nicolae Feraru, Jean Duică etc.
A decedat în data de 15 februarie 2021, în locuința sa din Timișoara, din cauza unor complicații pe fondul unor probleme de sănătate mai vechi.

## Discografie

### Mini-discuri
- EPC 757 - Luca Novac și Petrică Vasile (1966, Electrecord)
- EPC 851 - Luca Novac și Petrică Vasile (1967, Electrecord)
- EPC 10.307 (1973, Electrecord)

### Albume
- STM-EPE 01371 - Trésors folkloriques roumains: un virtuose du taragote (1977, Electrecord)
- ST-EPE 01794 (1980, Electrecord)
- ST-EPE 02222 - În memoria lui Luță Ioviță (1983, Electrecord )
- ST-EPE 03317 (1987, Electrecord)
- ST-EPE 03967 (1991, Electrecord)
- ST-EPE 04376 - Luca Novac și Carmen Luca - Vai de cel care iubește (1994, Electrecord)

### Casete audio
- STC 00660 (1990, Electrecord)
- STC 001026 - Luca Novac și Carmen Luca - Vai de cel care iubește (1994, Electrecord)
- VR040 (1995, Vivo Prodcom)
- ACO 0009 - Luca și Gheza Novac - Doine și jocuri bănățene (199?, Studio Otilia, Caransebeș)

### CD-uri
- EDC 218 - Trésors folkloriques roumains: un virtuose du taragote (1997, Electrecord)
- EDC 528 - Luca Novac și Carmen Luca (Electrecord)

## Cărți
- Lacrimă de taragot: viața romanțată a lui Luca Novac (Biografie) - Autor Nicolae Danciu Petnicianu - Editura Mirton 2000
- Cântece din Banat (note muzicale autor Luca Novac) - Autor Luca Novac - Editura Gordian 2006
- Jocuri populare Românești - Caietul nr, 14 - Melodii personale de Luca Novac interpretate la taragot - Editura Eurobit 2017

## Premii și distincții
Președintele României Ion Iliescu i-a conferit lui Luca Novac la 10 decembrie 2004 Ordinul național Pentru Merit în grad de Cavaler, „pentru contribuțiile deosebite în activitatea artistică și culturală din țara noastră, pentru promovarea civilizației și istoriei românești”.